# Sinfonía n.º 62 (Haydn)

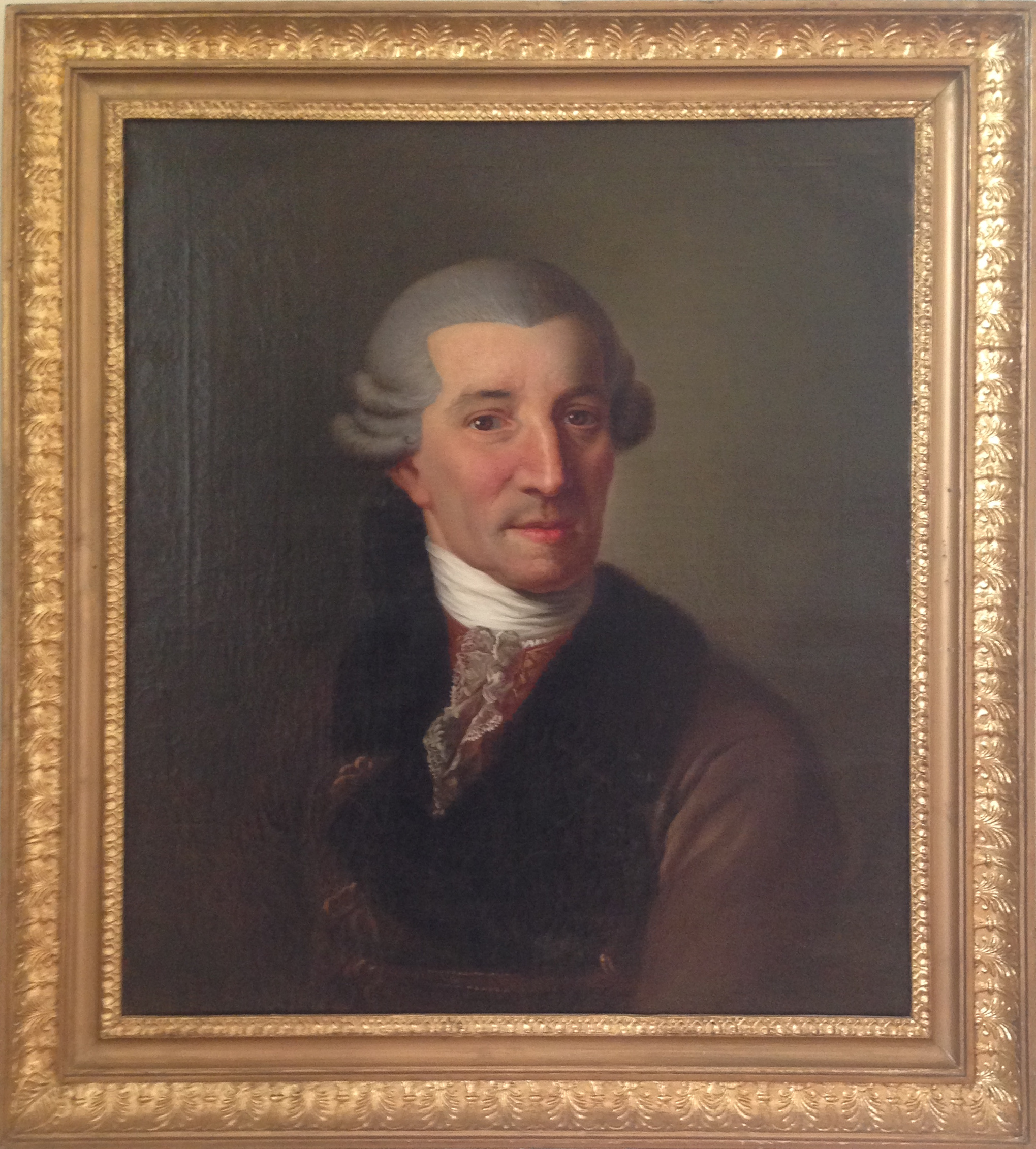
Haydn en 1785.

La Sinfonía n.º 62 en re mayor, Hob. I:62 fue compuesta por Joseph Haydn hacia 1780.

## Historia
La producción sinfónica del maestro austríaco puede dividirse a grandes rasgos en tres bloques temporales: el primer bloque (1757-1761) se corresponde con su periodo al servicio del conde Carl von Morzin (n.º 1 - n.º 5); el segundo bloque en la corte Esterházy (1761-1790 pero con la última sinfonía para el público de Esterházy en 1781); y el tercer bloque (1782-1795) comprende las Sinfonías de París (n.º 82 - n.º 87) y las Sinfonías de Londres (n.º 93 - n.º 104). El 1 de mayo de 1761 el compositor firmó su contrato como vice-kapellmeister (más tarde kapellmeister) de la familia Esterházy, que nominalmente duró 48 años, hasta su muerte.
La composición de esta pieza se desarrolló hacia 1780. Por aquel entonces Haydn se encontraba en la cima de su etapa en Esterházy y se había hecho un nombre desde el punto de vista creativo y estilístico. En 1781 conoció a Mozart, aunque el mayor ya conocía y admiraba la música de este último. Esta célebre sociedad de admiración mutua fue quizá la más fructífera de la historia de la música, ya que el respeto, e incluso la amistad, eran auténticos y estaban atemperados por un sano y deportivo sentido de la competición. Cuando dos espíritus afines se encuentran, la edad no es más que un número. Aprendieron el uno del otro y la música de ambos se vio beneficiada. A Reisig le intrigan ciertas posibles insinuaciones del joven maestro de Salzburgo en la Sinfonía n.º 62 de Haydn.

## Instrumentación
La partitura está escrita para una orquesta formada por:
- Viento madera: 1 flauta, 2 oboes y 2 fagotes.
- Viento metal: 2 trompas.
- Cuerda: una sección de cuerdas con 2 violines, viola, violonchelo y contrabajo.

Presenta una orquestación estándar de la época. En cuanto a la participación del clavecín como bajo continuo en las sinfonías de Haydn existen diversas opiniones entre los estudiosos: James Webster se sitúa en contra; Hartmut Haenchen a favor; Jamie James en su artículo para The New York Times presenta diferentes posiciones por parte de Roy Goodman, Christopher Hogwood, H. C. Robbins Landon y James Webster. A partir de 2019 la mayor parte de las orquestas con instrumentos modernos no utiliza el clavecín como continuo. No obstante, existen grabaciones con clavecín en el bajo continuo realizadas por: Trevor Pinnock (Sturm und Drang Symphonies, Archiv, 1989-1990); Nikolaus Harnoncourt (n.º 6–8, Das Alte Werk, 1990); Sigiswald Kuijken (incluidas las Sinfonías de París y Londres; Virgin, 1988-1995); Roy Goodman (Ej. n.º 1-25, 70-78, 82-87; Hyperion, 2002).

## Estructura y análisis
La sinfonía consta de seis movimientos:
- I. Allegro, en re mayor 2
2
- II. Allegretto, en re mayor 6
8
- III. Menuet. Allegretto, en re mayor – Trio, en sol mayor 3
4
- IV. Finale. Allegro, en re mayor 4
4

La interpretación de esta obra dura aproximadamente entre 20 y 25 minutos.   

### I.Allegro
El primer movimiento, Allegro, está escrito en la tonalidad de re mayor, en compás de alla breve y sigue la forma sonata. Haydn parece hacerse eco del joven Mozart en su tema de apertura, consistente en una frase triádica contrastada con otra más lírica, para luego hacer una transición al segundo tema a través de un crescendo alado. Contiene material que Haydn reelaboró de una Sinfonía (Obertura) en re, Hob. Ia:7, anterior.

### II.Allegretto
El segundo movimiento, Allegretto, está en re mayor y en compás de 6/8. El movimiento lento cuenta con un acompañamiento de estilo barcarola, pero en vez de la típica melodía de gondolero veneciano, Haydn presenta sólo fragmentos melódicos, tomándole el pelo al oyente al crear una melodía que se interrumpe constantemente justo antes de tomar forma. Este movimiento no se parece a nada de Haydn o Mozart. Con una textura mínima, la melodía y el acompañamiento se comprimen en un único y delgado cordón sonoro mientras el movimiento fluye a un tranquilo galope pastoral, tal vez un riachuelo que se bifurca a partir de un arroyo bien conocido por Beethoven.

### III.Menuet. Allegretto– Trio
El tercer movimiento, Menuet. Allegretto – Trio, está en re mayor que en el trío pasa a sol mayor y en compás de 3/4. El minueto está en el estilo exuberante y bucólico de Haydn, transmite un indicio de síncopa por su inicio en anacrusa. El trío presenta intervenciones de violines y fagotes y frecuentemente se va de tiempo, un truco que Haydn usaría más adelante en el trío de la Sinfonía Oxford.

### IV.Finale.Allegro
El cuarto y último movimiento, Finale. Prestissimo, retoma la tonalidad inicial y el compás es 4/4. El Finale transcurre en estilo italiano. Es novedosa la misteriosa apertura en piano, ya que suena como si la música hubiera estado sonando sin ser escuchada durante algunos compases antes, para luego estallar con un súbito forte. La tonalidad es ambigua durante los primeros seis compases antes de que el tutti al completo establezca la tónica en forte en el séptimo compás. El segundo tema contiene ritmos lombardos que son elaborados extensivamente en el desarrollo. Las modulaciones dramáticas aportan destellos de grandeza, que recuerdan al joven Mozart, y que pueden sugerir a la Sinfonía Haffner o a la Júpiter. Burstein destaca el uso de Haydn del acorde de VII♯ y la progresión de VII♯ → V en este cuarto movimiento. La tonalidad ambigua vuelve durante los seis compases de la recapitulación, esta vez acentuados mediante contrapunto, antes de que el re mayor vuelva y la sinfonía concluya. 